# Bonteheuwel
Bonteheuwel is een wijk en voormalige township (Afrikaans: lokasie) gelegen ten noorden van Kaapstad, Zuid-Afrika. Het werd in de jaren 60 van de 20e eeuw gebruikt als plek voor de gekleurde mensen die gedwongen waren Kaapstad te verlaten. Dit was het gevolg van de zogeheten Group Areas Act van 1950. Hierbij werd het land ingedeeld in 'zwarte woongebieden' en 'blanke woongebieden'. De bouw van Bonteheuwel begon in 1961 en werd in 1964 voltooid.
Hoewel Bonteheuwel nooit ontworpen is met de bedoeling om geïntegreerd wonen te bevorderen, werd het desondanks de eerste gekleurde, door de staat verhuurde gemeente.

## Achtergrond
Vanaf het begin waren de woningen eenvoudig en gelijkvloers, met daken van asbest. Toen de bevolking groeide, werden in de jaren '70 duplexwoningen gebouwd. In tegenstelling tot andere townships waar grote aantallen flats werden gebouwd, bleef Bonteheuwel er een met voornamelijk laagbouw.
Ondanks het feit dat wegen in de jaren '80 werden geasfalteerd en voorzieningen - dankzij een ontwikkelingsprogramma - relatief verbeterden, is de gemeenschap arm gebleven. Dat een gezin in een eenkamerwoning woont is dan ook eerder regel dan uitzondering. Daarnaast is er veel misdaad in de wijk en zowel alcoholisme als drugsgebruik zorgen voor de nodige problematiek. Veel mensen wonen in hutten van golfplaten en hout die in andermans achtertuin is gebouwd. Deze huizen zijn zonder stromend water en elektriciteit.
In 2001 telde het zeer dichtbevolkte Bonteheuwel 55.707 inwoners, van wie 95% als gekleurd en 4% als zwart werd geclassificeerd. Afrikaans is met 76% de dominante taal, en 22% heeft Engels als thuistaal.
Het Vrijheidsplein van Bonteheuwel is sinds maart 2021 officieel een Provinciaal Erfgoed. Het is de plek waar anti-apartheidsstrijders vaak samenkwamen om strategieën te bedenken en te organiseren. Tijdens de bevrijdingsstrijd was het plein een plek voor congregatie en politieke bijeenkomsten.

## Trivia
- Pearl Jansen, die in 1970 werd verkozen tot Miss World, werd geboren in Bonteheuwel.